# SZU–85
A SZU–85 (oroszul: Самоходная установка / Szamohodnaja Usztanovka) egy második világháborúban hadrendbe állított szovjet páncélvadász, melyet a Tigris I és Párduc harckocsik ellensúlyozására fejlesztettek ki. A 85-ös szám a típus lövegének űrméretére utal.

## Előzmények
A második világháború elején a KV–1 és T–34-es típusok elegendő tűzerőt képviseltek a német harckocsikkal szemben, ám a háború későbbi szakaszában megjelenő Tigris I és Párduc harckocsik ellen hatástalannak bizonyultak. A legelterjedtebb 76,2 mm-es szovjet páncéltörő ágyúk csak közvetlen közelről voltak képesek átlőni az új német közepes és nehéz harckocsik páncélzatát.
A speciális teszteken bebizonyosodott hogy a Tigris I-es harckocsi páncélzatának áttörésére a 85 mm-es légvédelmi és a 122 mm-es tüzérségi ágyú a legalkalmasabb. A próbák tanulságai alapján a Petrov tervezőirodát és a CAKB-t bízták meg hogy fejlesszen ki egy 85 mm-es löveggel felszerelt páncélvadászt, a SZU–122-es önjáró tarack alvázának felhasználásával.
1943. május 5-én a Petrov tervezőiroda megkezdte a munkálatokat, hogy a SZU–122-es önjáró löveget átfegyverezhessék a 85 mm-es légvédelmi ágyúval. Ezzel egy időben a CAKB a SZU 122-es önjáró tarack, valamint az SZ–18-as páncéltörő ágyú egyesítésén dolgozott. A tökéletesített bölcsővel és lövegpajzzsal ellátott SZ–18-as ágyút Uralmaszavodba szállították.
A kísérletek végül kudarcot mondtak, mivel a SZU–122-es eredeti felépítménye nem volt elég tágas az S-18-as löveg elhelyezéséhez. A felépítmény újratervezésétől az idő szűkössége és a költségek miatt elálltak és két további változatot hoztak létre.
Az első típus SZU-85-I – a SZU-122-es hagyományos felépítményével készült, de új bölcsővel és lövegpajzzsal látták el. A védő géppuskát a korlátozott szabad hely miatt elhagyták.
A SZU-85-IV változat szintén a SZU-122-esen alapult de a páncéltest elejét módosították. Mindkét változatot a 85 mm-es S-18-as ágyúval szerelték fel.
A D-5S löveg a próbák során jobb ballisztikai tulajdonságot mutatott és megbízhatóbb volt mint az S-18-as, ezért a teszteket végül a Petrov tervező iroda által kifejlesztett SZU-85-II típusjelzésű páncélvadász nyerte.

## Gyártás
A SZU 85-ös páncélos alváza és erőátviteli rendszere megegyezett a T–34/76-os harckocsival, ebből kifolyólag a két típus páncélvédettsége és menettulajdonsága is nagyon hasonló volt. A sorozatgyártás ezáltal leegyszerűsödött, mivel az újonnan létrehozott páncélvadász már meglévő típusokon alapult. 1943 közepétől kezdve gyártották sorozatban, az első járművek augusztusban jutottak el a harcoló alakulatokhoz. A T–34/85-ös harckocsik megjelenésé azonban fokozatosan kiszorította a SZU–85-ös páncélvadászokat. A típus gyártását végül 1944 végén leállították és átálltak a hatékonyabb SZU–100-as páncélvadász sorozatgyártására.

## Tűzerő
A 85 mm-es D–5SZ típusú löveghez összesen 48 db lőszert málháztak és további 1500 db lőszer állt rendelkezésre a személyzet által használt géppisztolyokhoz. A 85 mm-es ágyú 1000 m-es távolságból képes volt átütni 86 mm vastag, 30 fokos dőlésű, homogén hengerelt acélpáncélt. Ez elegendőnek bizonyult a Panzer IV-es és Tigris I-es  harckocsik leküzdéséhez.

## Harci alkalmazás
A típus első éles bevetésére az 1943-as dnyeperi átkelésnél került sor. Hamarosan nagy népszerűségre tett szert az orosz páncéloslegénység köreiben, mivel elegendő tűzerővel rendelkezett a német közepes és nehéz harckocsik leküzdéséhez (hozzátéve, hogy a német nehéz páncélosok ellen csak 1000 m-en belül és bizonyos megkötésekkel vehette fel a harcot). Az 1021-es önjáró tüzérségi ezred körülbelül 100 német páncélost semmisített meg az 1944-es nyári offenzíva alatt.